# زبان سالاری
سالاری زبانی ترکی است که توسط قوم سالار ساکن ایالت گانسو چین که در غرب شهر لانچو در حاشیه جنوبی رود هوانگهو زندگی می‌کنند. معیشت ترک‌های سالار اغلب از راه زراعت و دامپروری است. یکی از لهجه‌های غربی زبان سالار در نزدیکی‌های مرز قزاقستان در ناحیه گولچا مورد استفاده حدود ۲۰۰۰ نفر است.

## زبان سالار
یکی از زبان‌های ترکی و از شاخه اغوز است که حدود هفتاد هزار تن گویشور دارد. بیشتر سالارها در استان‌های گانسو و چینگ‌های در کشور چین زندگی می‌کنند. در گذشته این زبان را لهجه‌ای از زبان اویغور می‌دانستند در صورتی که این زبان از نظر تاریخی جزء گروه اوغوز-ترکمن است، زیرا سالارها از قبیله سالور (ترکمانان اوغوز) بوده و در سده ۱۴ (میلادی) (سال ۱۳۷۰ میلادی) از ترکستان به چین مهاجرت کرده‌اند.
زبان سالار به دو گروه بزرگ گویشی تقسیم می‌شود. این انشعاب از آنجا سرچشمه گرفته‌است که یکی از شاخه‌های گویشی از زبان‌های تبتی و چینی و شاخه دیگر از زبان‌های اویغوری و قزاقی تأثیر پذیرفته‌است. فقط یک سوم جمعیت قوم سالار به زبان سالاری تکلم می‌کنند که به ترکمنی شبیه است. بخش دیگر نیز به زبان تبتی و تعداد بیشتر آنان به زبان چینی صحبت می‌کنند. زبان امروزی سالار تأثیر زیادی از زبان‌های همسایه چینی و تبتی گرفته‌است. در پایان باید گفت که زبان سالار صورت مکتوب ندارد. به این خاطر مردم سالار، اویغوری را به عنوان زبان نوشتاری خود برگزیده بودند.
اولین بار یک جهان‌گرد روسی به نام پوتانین (G.N.Potanin) در مورد این زبان تحقیقاتی به عمل آورد. وی در سال‌های ۱۸۸۶–۱۸۸۳ در حین سفر تحقیقی‌اش به آسیای میانه با این قوم روبه‌رو گردید و اطلاعاتی از زبان آنان جمع‌آوری کرد. پوتانین در سال ۱۸۹۳ معلومات خود دربارهٔ زبان سالار را تدوین کرده، به همراه واژه‌نامه‌هایی کوچک منتشر کرد. چاپ جدید اثر پوتانین در سال ۱۹۵۰ به طبع رسید؛ اما این واژه‌نامه‌ها در آن گنجانده نشد. پس از پوتانین شخصی دیگر به نام راک‌هیل W.W.Rockhill که مدتی در بین سالارهای چین به سر برده بود، در سال ۱۸۹۴ مشاهدات و اطلاعات شخصی‌اش دربارهٔ زبان و طرز زندگی سالارها را در کتابی درج کرد. راک‌هیل در نگارش واژگان زبان سالار از سیستم آوانویسی Wide استفاده کرد که در اصل برای ثبت واژگان زبان چینی بوده‌است. با این همه واژه‌نامه پوتانین از واژه‌نامه راک‌هیل موثق‌تر است.

## نمونه‌ای از این زبان
- سای یَهخی دَرَی؟ (?Sai yehxi derei) به معنی: تو چطوری؟
- مای یَهخیا اَیرا. (Mai yehxia eira) یعنی: من خوبم.

تعدادی لغت به ترکی سالار طبق نمونه‌هایی که پوتانین در روستای تاشکول واقع در کنار رود سنگیر یادداشت کرده‌است و معادل ترکی آذربایجانی‌شان:
- آخساخ (axax): لنگ، چلاق= آغساق
- آروخ (arux): جوی، نهر= اَرخ
- آگا (aga): آقا= آقا
- آگاش (agaş): درخت= آقاج
- آگی (agı): زهر= آغو
- آگیر (agır): سنگین= آغیر
- آلچی (alçi): عدد شش= آلتی
- آیاخ (ayax): پا= آیاق
- اؤش (üş): عدد سه= اؤچ
- اُخ (ox): تیر، فلش= اُخ
- ایپخ (ipex): ابریشم= ایپَک
- ایدی (idi): عدد هفت= یئددی
- ایشکی (işki): عدد دو= ایکی
- ایلان (ilan): مار= ایلان
- ایلخ (ilex): الک، غربال= الک
- بولوت (bulut): ابر= بولود
- پال (pal): عسل= بال
- پالتا (palta): تبر= بالتا
- پالچیگ (palçig): گِل= پالچیق
- پالیگ (palig): ماهی= بالیق
- پیر (pir): عدد یک= بیر
- تؤرت (tört): چهار= دؤرد
- تُتاخ (totax): لب= دُداق
- تَمیر (temir): آهن= دَمیر
- توز (tuz): نمک= دوز
- تیرناگ (tırnag): ناخن= دیرناق
- چیچین (çiçin): توتون، دود= تؤتؤن
- خاب (xap): ظرف، کاسه، قوطی= قاب
- خاتی (xati): سفت، غلیظ، شدید= قاتی
- خالون (xalun): ضخیم= قالین
- خیسیراخ (xısırax): مادیان= قیسراق
- ساگیر (sagır): کر، ناشنوا= ساغیر
- سکسن (seksen): عدد هشتاد= سَکسَن
- کاز (kaz): غاز= قاز
- کانات (kanat): بال= قانات
- کِگِلیخ (kegelix): کبک= کَکلیک
- کمه (keme): قایق= گَمی
- کوت (kut): گرگ= قوت و قورت
- کؤخ (köx): آسمان، کبود= گؤگ
- کوساخ (kusax): چینه‌دان، معده= قورساق (؟)
- کولاخ (kulax): گوش= قولاق
- کؤمیش (kümiş): نقره= گؤمؤش
- کوی (koy): گوسفند ماده= قویون
- کویروخ (kuyrux): دم= قویروق
- کیزیل (kızıl): سرخ= قیزیل
- کیشی (kişi): انسان، مرد= کیشی
- کیلیش (kiliş): شمشیر= قیلینج
- گُل (gol): بازو= قُل
- گندیخ (gendix): ناف= گؤبک
- گوری (guri): خشک= قورو
- گؤمیر (gümir): زغال= کؤمؤر
- یاخا (yaxa): یقه= یخه
- یاخین (yaxın): نزدیک= یاخین
- یارواخ (yarvax): برگ= یاپراق (تلفظ دیگر: یارپاق)
- یامان (yaman): بد= یامان
- یاناخ (yanax): گونه (صورت)= یاناق
- یؤز (yüz): عدد صد= یؤز
- یول (yol): راه= یول
- یوم (yum): ماسه= قوم